# NOVA Information Management School
A NOVA Information Management School (NOVA IMS), anteriormente Instituto Superior de Estatística e Gestão de Informação (ISEGI), é uma faculdade da Universidade Nova de Lisboa, que tem como base de aprendizagem a estatística e a análise de dados. Foi criada em 1989 (o início da sua atividade ocorreu em 1990) como resposta à escassez de especialistas na gestão de informação, e à necessidade crescente de utilização das tecnologias de informação. A NOVA IMS fica localizada na freguesia de Campolide em Lisboa.
Conta com mais de 4500 alunos (ano letivo 2024-2025), sendo que 30% são alunos estrangeiros, congregando 100 nacionalidades. A taxa de empregabilidade dos seus licenciados é de 97%.

## Ensino
A NOVA IMS oferece atualmente três licenciaturas: Gestão de Informação, Sistemas e Tecnologias de Informação e Ciência de Dados. Além disso, oferece dezassete mestrados, vinte e duas pós-graduações e um doutoramento.

## Diretores
| Nome                                 | Datas       |
| ------------------------------------ | ----------- |
| Professor Doutor Manuel Vilares      | (1990-1994) |
| Professor Doutor Manuel Nazareth     | (1994-2000) |
| Professor Doutor Marco Painho        | (2000-2010) |
| Professor Doutor Pedro Simões Coelho | (2010-2018) |
| Professor Doutor Pedro Simões Coelho | (2018-2022) |
| Professor Doutor Miguel Castro Neto  | (2022-2026) |